# Blepharita albostigmata
Blepharita albostigmata is een vlinder uit de familie van de uilen (Noctuidae). De wetenschappelijke naam van de soort is voor het eerst geldig gepubliceerd in 1891 door Bethune-Baker.